# Andrés de Santa Cruz
Andrés de Santa Cruz Villavicencio y Calaumana (La Paz, 5 dicembre 1792 – Versailles, 25 settembre 1865) è stato un politico peruviano e boliviano.
È stato Presidente del Concilio Gubernamental del Perù dal 28 gennaio al 9 giugno 1827, Presidente della Bolivia dal 24 maggio 1829 al 17 febbraio 1839. Inoltre è stato l'unico Supremo Protector della Confederazione Perù-Bolivia, rimanendo in carica dal 28 ottobre 1836 al 20 febbraio 1839.